# Балтія (континент)

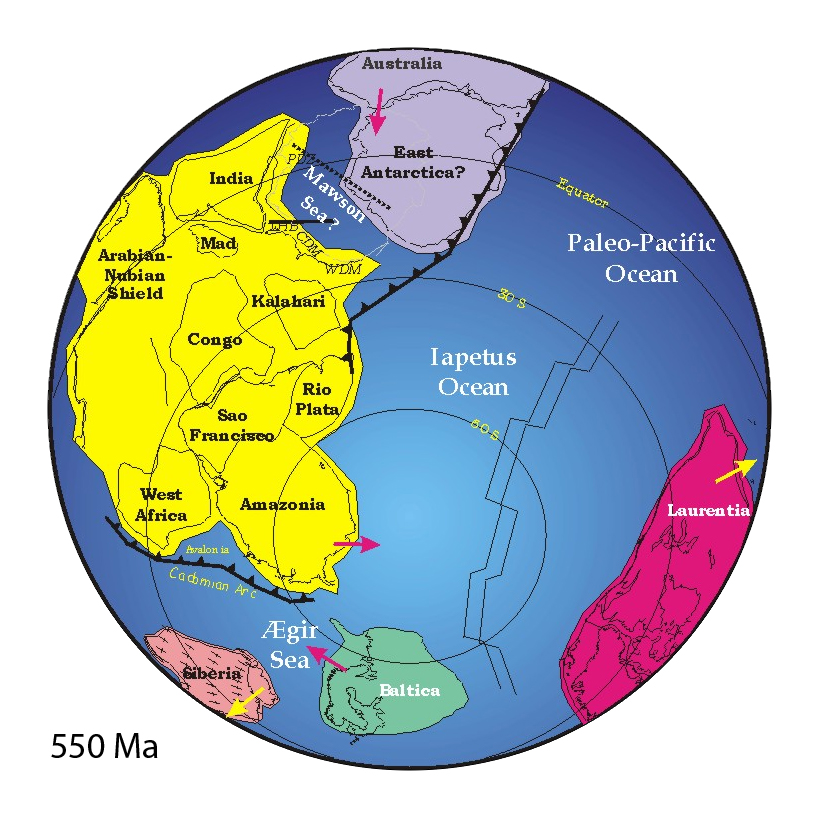
Балтика 550 млн.років тому (зелений)

Балтія — палеоконтинент, який існував наприкінці протерозою-початку палеозою, який тепер включає в себе Східноєвропейську платформу у північно-західній Євразії. Балтія утворилась як континент не раніше, ніж 1,8 мільярда років тому; до того часу три сегменти/континенти, які зараз складають Східноєвропейську платформу були в різних місцях на земній кулі. Балтія існувала на тектонічній Балтійській плиті.

## Розвиток

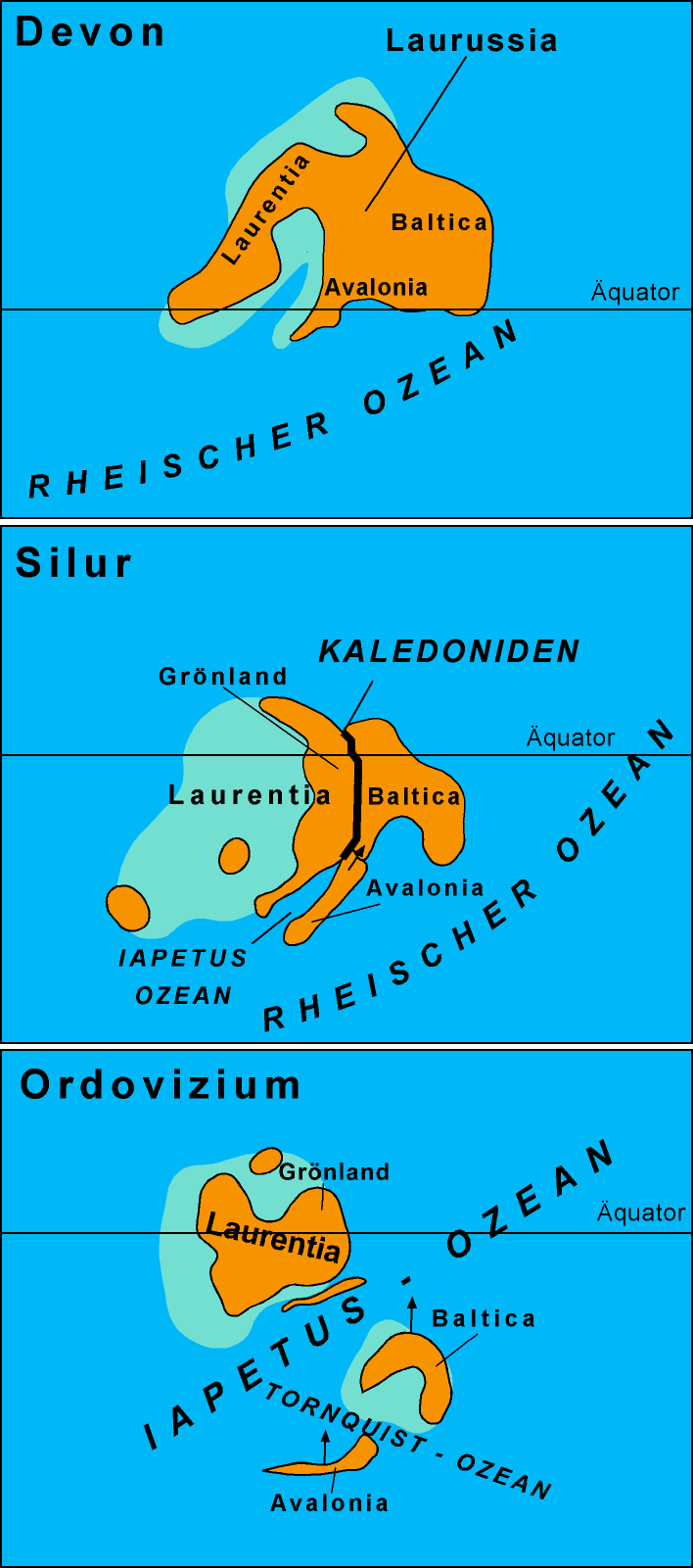
Схематична діаграма палеографічної еволюції Авалонії, Балтії, Лаврентії (назви дані німецькою мовою)

Лавруссія у девоні

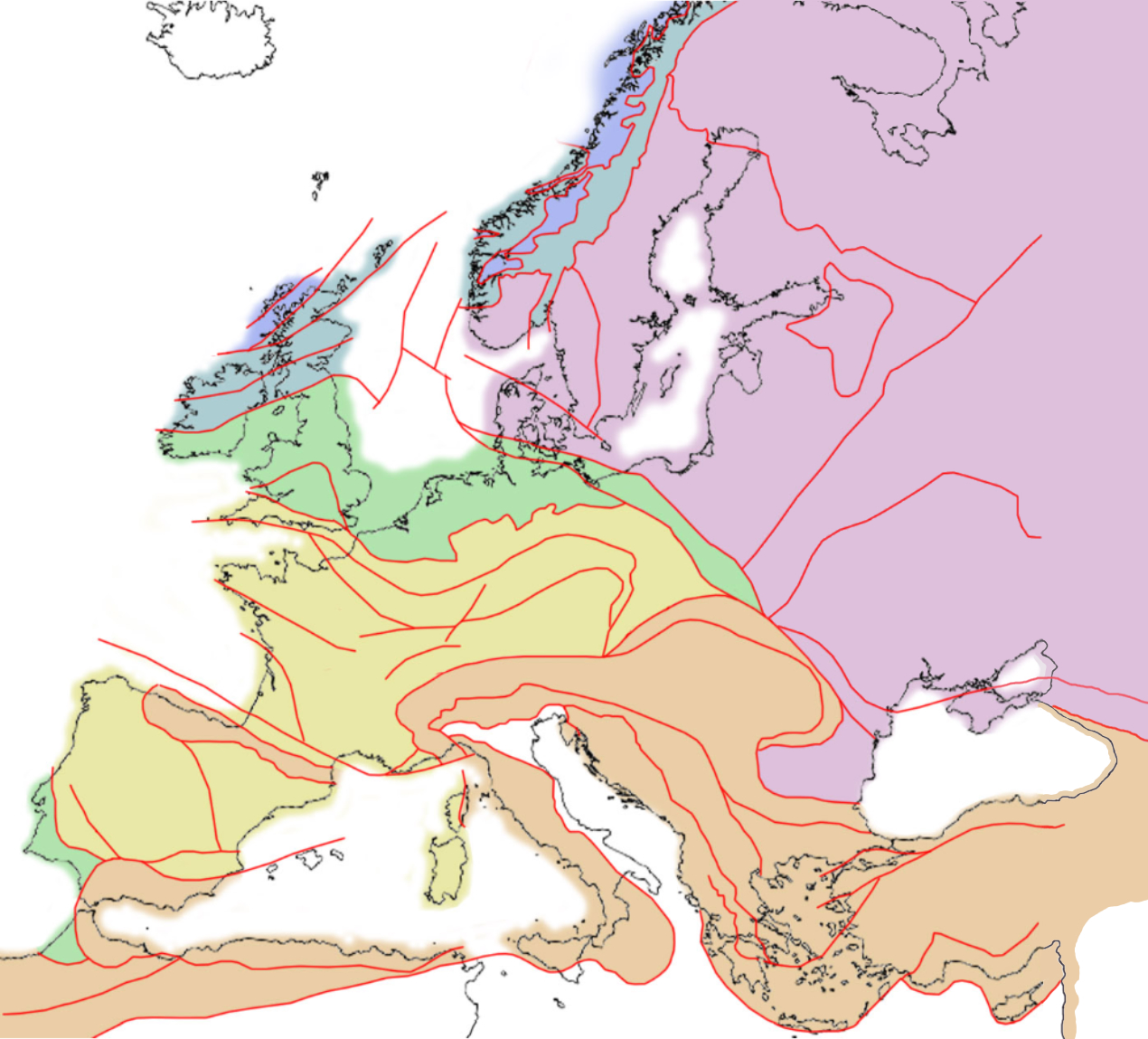
Схема тектонічних провінцій Європи.
Балтика
Лаврентія, деформована Каледонським орогенезом
балтійська кора, деформована Каледонським орогенезом
Авалонія
області, деформовані Варисці́йським орогенезом
області, деформовані Альпійським орогенезом.

- ~1,82 млрд років тому Балтія була основною частиною суперконтиненту Нуна.
- ~1,5 млрд років тому Балтія разом з Арктикою і Східною Антарктидою були частиною невеликого суперконтиненту  Нена.[1]
- ~1,07 мільярдів років тому Балтія була частиною суперконтиненту Родинія.
- ~750 мільйонів років тому Балтія була частиною невеликого суперконтиненту Протолавразія.
- ~600 мільйонів років тому Балтія була частиною суперконтиненту Паннотія.
- ~в Кембрії Балтія була самостійним континентом.
- ~в Пізньому Ордовику і початку силуру Балтія, яка в той час перебувала у проміжку від 30 ° до 55 ° південної широти, поступово повертаючись проти годинникової стрілки, зіткнулась з Авалонією (більшість сучасної західної Європи). Цікаво, що протягом цих переміщень велика частина всіх континентів розташовувалася біля екватора, а Сахара над південним полюсом.
- ~у Девоні Балтія зіткнулась з Лаврентією, утворивши невеликий суперконтинент Лавруссія.
- ~у Пермі всі основні континенти зіткнулися, щоб сформувати суперконтинент Пангея.
- ~у Юрі, Пангея розкололася на два невеликі суперконтиненти, Лавразію та Гондвану. Балтія була частиною Лавразії.
- ~у Крейді, Балтія була частиною невеликого суперконтиненту Євразії.
- ~зараз Балтія є частиною невеликого суперконтиненту Афроєвразія, утворення якого триває.
- через 250 мільйонів років всі континенти можуть знову зіткнутися, утворивши великий суперконтинент Пангея-Проксіма.